# سابادل
سابادی (به اسپانیایی: Sabadell) یک شهرستان و شهر در اسپانیا است که در استان بارسلون واقع شده‌است.

## خصوصیات
سابادی ۳۷٫۸۹ کیلومترمربع مساحت و ۲۰۶٬۴۹۳ نفر جمعیت دارد و ۱۹۰ متر بالاتر از سطح دریا واقع شده‌است.